# Antonio Tabucchi

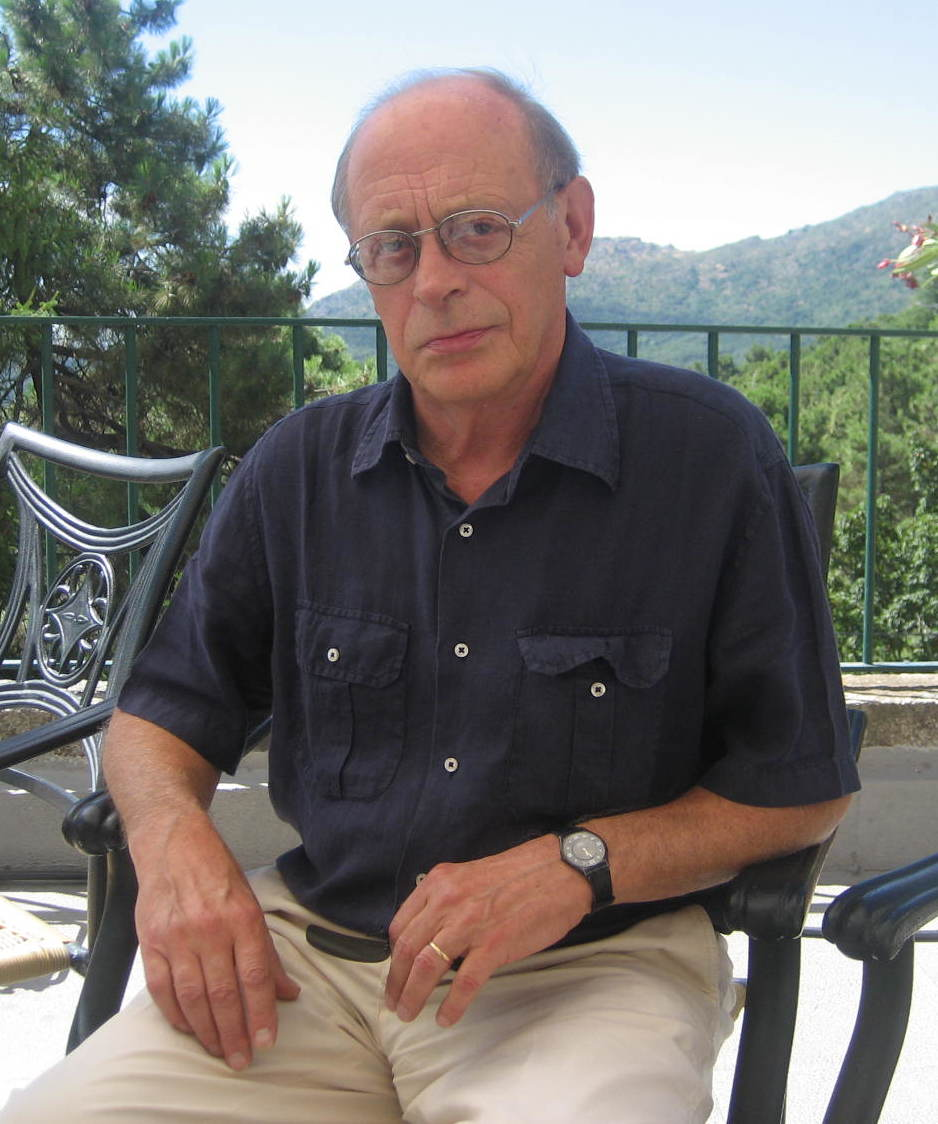
Antonio Tabucchi (2008)

Antonio Tabucchi (* 24. September 1943 in Vecchiano bei Pisa; † 25. März 2012 in Lissabon) war ein italienischer Schriftsteller, Literaturwissenschaftler und Übersetzer. Er war der Ehemann der portugiesischen Literaturprofessorin und Editorin Maria José de Lancastre.

## Karriere
Tabucchi studierte Geisteswissenschaften in Paris und Pisa. An der Universität Genua wurde er Professor für die portugiesische Sprache und Literatur. Antonio Tabucchi lebte in der Toskana und in Portugal.
Sein Werk Erklärt Pereira (Sostiene Pereira, 1994), das in der Zeit der Salazar-Diktatur spielt, machte ihn bekannt und gilt bis heute als seine wichtigste Arbeit. Es wurde 1995 von Roberto Faenza mit Marcello Mastroianni in der Hauptrolle verfilmt.
Die Erinnerungswelt der Figuren und die existenzielle Suche, die sie bewegt, spielen eine prominente Rolle in Antonio Tabucchis Werk. In seinen Büchern wird die Beziehung zwischen Fiktion und Realität sowie (wenn auch nicht immer direkt) zwischen dem Leser und dem Schriftsteller in Frage gestellt.
Antonio Tabucchi war ein engagierter Intellektueller, der oft im europäischen und internationalen Kontext Stellung bezog und sich für die Menschenrechte einsetzte. Er sah seine Aufgabe darin, seine Leser zum Zweifeln, also zum Nachdenken zu bringen.
In seinen Erzählungen findet man zahlreiche Anspielungen und Zitate, die auf berühmte literarische und philosophische Vorbilder, besonders aber auch auf Kunstwerke, hinweisen. So begleiten Gemälde, Fotos, Skulpturen, Filme, und manchmal sogar Lieder den Leser durch die Geschichten.
Tabucchi kommentierte die italienische Übersetzung des Werkes des portugiesischen Dichters Fernando Pessoa und gab sie heraus. Eines seiner Bücher, Lissabonner Requiem, schrieb er auf Portugiesisch (ins Italienische ließ er es übersetzen, damit er nicht der Versuchung erläge, den Text zu verändern).

## Auszeichnungen
- 1994: Premio Viareggio
- 1994: Premio Campiello
- 1998: Österreichischer Staatspreis für Europäische Literatur

## Werke
Alle deutschen Übersetzungen von Karin Fleischanderl:
- Kleine Mißverständnisse ohne Bedeutung. Carl Hanser, München 1986, ISBN 3-446-14647-4. / DTV, München 1998,
- Der kleine Gatsby. DTV, München 1989, ISBN 3-423-11051-1.
- Indisches Nachtstück. Carl Hanser, München 1990, ISBN 3-446-14671-7.
- Wer war Fernando Pessoa? Carl Hanser, München 1992, ISBN 3-446-16462-6.
- Die Frau von Porto Pim. Wagenbach, Berlin 1993, ISBN 3-8031-1137-4.
- Lissabonner Requiem. Eine Halluzination. Carl Hanser, München 1994, ISBN 3-446-17381-1. / DTV, München 1998, ISBN 3-423-12614-0. Hörfassung: Edition Sprechtheater, Zürich 2006, ISBN 3-907877-10-1.
- Erklärt Pereira. DTV, München 1997, ISBN 3-423-12424-5.
- Der Rand des Horizonts. DTV, München 1997, ISBN 3-423-12302-8. zuerst bei Carl Hanser, München 1988.
- Der verschwundene Kopf des Damasceno Monteiro. Carl Hanser, München 1997, ISBN 3-446-19132-1.
- Lissabonner Requiem. DTV, München 1998, ISBN 3-423-12614-0.
- Die letzten drei Tage des Fernando Pessoa. Carl Hanser, München 1998, ISBN 3-446-19507-6.
- Piazza d' Italia (deutsche Ausgabe). Piper, München 2000 (4. Aufl.), ISBN 3-492-23031-8. / Wagenbach, Berlin 1998, ISBN 3-8031-3137-5.
- Träume von Träumen. DTV, München 2000, ISBN 3-423-12806-2.
- Das Umkehrspiel. DTV, München 2001, ISBN 3-423-12851-8.
- Der schwarze Engel. DTV, München 2001, ISBN 3-423-12903-4.
- Es wird immer später. Carl Hanser, München 2002, ISBN 3-446-20224-2 / DTV, München 2004, ISBN 3-423-13206-X
- Tristano stirbt. Carl Hanser, München 2005, ISBN 3-446-20663-9.
- Die Zeit altert schnell. Erzählungen. Carl Hanser, München 2010, ISBN 3-446-23565-5.
- Für Isabel. Ein Mandala (postum). Carl Hanser, München 2014, ISBN 3-446-24483-2. / DTV, München 2015, ISBN 3-423-14448-3.
- Reisen und andere Reisen. Carl Hanser, München 2016, ISBN 978-3-446-25098-7.
- Geschichten zu Bildern. Carl Hanser, München 2019, ISBN 978-3-446-25061-1.

## Verfilmungen
- 1989: Cinema (Fernsehfilm); Regie: Luigi Magni
- 1989: Nächtliches Indien (Nocturne indien), Regie: Alain Corneau
- 1990: Rebus; Regie: Massimo Guglielmi
- 1993: Fluchtpunkt (O Fio do Horizonte); Regie: Fernando Lopes
- 1995: Erklärt Pereira (Sostiene Pereira); Regie: Roberto Faenza
- 1997: La traduzione (Kurzfilm); Regie: Guido Giansoldati
- 1998: Lissabonner Requiem (Requiem); Regie: Alain Tanner
- 2001: Dama de Porto Pim; Regie: José Antonio Salgot

## Hörspiel
- Indisches Nachtstück. Textbearbeitung von Matthias Kunkel, Hörspiel-CD, ISBN 978-3-89584-540-6.
- Lissabonner Requiem – Eine Halluzination: Hörstück mit Musik und O-Tönen der Stadt. Sprecher Ueli Jäggi u. a., Doppel-CD, ISBN 978-3-907877-10-4.